# Шеметове (хутір)
Шеметове (біл. хутар Шэметавае) — село в складі Мядельського району Мінської області, Білорусь. Село підпорядковане Сирмезькій сільській раді, розташоване в північній частині області.